# 제노스밀루스
제노스밀루스(Xenosmilus)는 마카이로두스아과에 속하는 검치호랑이이다. 학명은 "이상한 끌"이라는 뜻으로, 검치는 호모테리움형이지만 골격은 스밀로돈형이기 때문에 붙여졌다. 미국 플로리다주의 플라이스토세 지층에서 발견되었으며, 전체적으로 표범크기의 체구에 스밀로돈보다도 강인한 사지를 가졌다. 제노스밀루스는 플라이스토세 초기의 북아메리카 대륙에서 최상위 포식자였을 것으로 추측되고 있다.